# Oxyagrion hempeli
Oxyagrion hempeli – gatunek ważki z rodziny łątkowatych (Coenagrionidae). Występuje na terenie Ameryki Południowej.